# Samuel Richardson
Samuel Richardson (Mackworth, Derbyshire, 19. kolovoza 1689. – London, 4. srpnja 1761.), engleski književnik, jedan od utemeljitelja engleskog modernog romana.
Začetnik je sentimentalnog romana i engleskog psihološkog romana. Tiskar po zanimanju, u 51. godini objavljuje epistolarni roman "Pamela, ili nagrađena vrlina" (Pamela: or, Virtue Rewarded, 1740.), s odgojno-moralnom namjenom. Roman je stekao veliku popularnost te je Richardson iduće godine dopisao još dva sveska. Protagonistica Pamela Andrews je lijepa i čestita 15-godišnja služavka koja nakon smrti gazdarice odolijeva pokušajima njenog sina da je zavede, premda je u zaljubljena u njega. Za vrlinu je na kraju nagrađena brakom.
"Pamelu" se često označava kao prvi engleski roman. Premda se to može i osporiti, ovisno o tome kako se definira i shvaća roman, nije upitno da je Richardson uveo novitete koji su se zadržali u kasnijem razvoju žanra. Koncentrirao je pripovijedanje na jednu radnju, dao uvid u svijest likova i prikazao dileme koje proizlaze iz njihove svijesti o pripadnosti društvenoj klasi, i sukoba seksualnog instinkta s moralnim normama. Uz to, učinio je roman cijenjenom književnom vrstom.
"Clarissa ili pripovijest o mladoj dami" (Clarissa: or, the History of a Young Lady, 1748.-1749.) i "Povijest Sir Charlesa Grandisona" također su romani u pismima. "Clarissa" uspješno prikazuje psihologiju mlade žene koja želi očuvati osobni integritet, što je ponekad u suprotnosti s društvenim konvencijama toga vremena. Protagonistica Clarissa Harlowe očekuje da će se dobro udati, no razočarana je odabirom svojih roditelja, koji je žele udati za bogatog i neprivlačnog Solmesa. Privlači je Robert Lovelace, koji je odvaja od obitelji i prijatelja i odvodi u navodnu sigurnost i anonimnost Londona. S više od milijun riječi, jedan je od najduljih romana engleske književnosti, a u njemu dostignute psihološke uvide uspoređuju s onima Marcela Prousta. U kasnom 20. stoljeću "Clarissu" se prepoznaje kao veliko ostvarenje europskog psihološkog romana.
Osim u Engleskoj, bio je cijenjen i u ostatku Europe. U Francuskoj je njegova djela u cjelini preveo Abbé Prévost, Rousseau se poveo za njim u Novoj Héloisi, a u Njemačkoj su Richardsonovim stopama pošli Lessing u Miß Sara Sampson, prvoj njemačkoj građanskoj drami, i Goethe u Patnjama mladog Werthera. U Italiji je Carlo Goldoni postigao veliki uspjeh dvjema kazališnim adaptacijama "Pamele", a kasnije se u Engleskoj njegov utjecaj osjeća kod Laurencea Sternea i Jane Austen, ali i u djelovanju jedne jake antirichardsonovske struje, iz koje su, uz mnoge parodije i travestije, potekli i Fieldingovi romani "Shamela" i "Joseph Andrews".
Iako je Fielding hvalio "Clarissu", a Richardson se kasnije i sprijateljio s njegovom sestrom Sarah, Fieldingu nije oprostio Shamelu, koju je nazivao "podlim pamfletom".

## Vanjske poveznice
|  | Zajednički poslužitelj ima stranicu o temi Samuel Richardson    |
|  | Zajednički poslužitelj ima još gradiva o temi Samuel Richardson |